# Persone di nome Gustavo
| Questa pagina contiene informazioni ricavate automaticamente dalle voci biografiche con l'ausilio del template Bio e di un bot. L'aggiornamento è periodico e automatico e ricostruisce completamente la pagina. Se manca una persona in questa lista, sei pregato di non aggiungerla, ma accertati piuttosto che la sua voce biografica contenga il template Bio e che i dati anagrafici siano correttamente compilati. Se il template Bio manca, inseriscilo tu stesso o, in alternativa, metti l'avviso {{tmp\|Bio}} che ne segnala la mancanza. Se i dati riportati sono sbagliati, correggi direttamente la voce biografica; le modifiche saranno visibili in questa lista entro pochi giorni. Per chiarimenti vedi il progetto antroponimi. La lista contiene solo le 313 persone che sono citate nell'enciclopedia e per le quali è stato implementato correttamente il template Bio. Pagina aggiornata al 22 lug 2025. |

Questa è una lista di persone presenti nell'enciclopedia che hanno il nome Gustavo, suddivise per attività principale.

## Agenti segreti(1)
- Gustavo Pignero, agente segreto e generale italiano (Napoli, n. 1947 - Roma, † 2006)

## Allenatori di calcio(20)
- Gustavo Alfaro, allenatore di calcio e ex calciatore argentino (Rafaela, n. 1962)
- Gustavo Barros Schelotto, allenatore di calcio e ex calciatore argentino (La Plata, n. 1973)
- Gustavo Bartelt, allenatore di calcio e ex calciatore argentino (Buenos Aires, n. 1974)
- Gustavo Biscayzacú, allenatore di calcio e ex calciatore uruguaiano (Montevideo, n. 1978)
- Gustavo Canales, allenatore di calcio e ex calciatore cileno (General Roca, n. 1982)
- Gustavo Costas, allenatore di calcio e ex calciatore argentino (Avellaneda, n. 1963)
- Gustavo Díaz, allenatore di calcio e ex calciatore uruguaiano (Montevideo, n. 1974)
- Gustavo Ferrín, allenatore di calcio uruguaiano (Montevideo, n. 1959)
- Gustavo Florentín, allenatore di calcio e ex calciatore paraguaiano (San Antonio, n. 1978)
- Gustavo Huerta, allenatore di calcio e ex calciatore cileno (Ovalle, n. 1957)
- Gustavo López, allenatore di calcio e ex calciatore argentino (Valentín Alsina, n. 1973)
- Gustavo Manduca, allenatore di calcio e ex calciatore brasiliano (Urussanga, n. 1980)
- Gustavo Matosas, allenatore di calcio e ex calciatore uruguaiano (Buenos Aires, n. 1967)
- Gustavo Morínigo, allenatore di calcio e ex calciatore paraguaiano (Coronel Blas Garay, n. 1977)
- Gustavo Munúa, allenatore di calcio e ex calciatore uruguaiano (Montevideo, n. 1978)
- Gustavo Poyet, allenatore di calcio e ex calciatore uruguaiano (Montevideo, n. 1967)
- Gustavo Quinteros, allenatore di calcio e ex calciatore argentino (Santa Fe, n. 1965)
- Gustavo Reggi, allenatore di calcio e ex calciatore argentino (San Martín, n. 1973)
- Gustavo Siviero, allenatore di calcio e ex calciatore argentino (Laguna Paina, n. 1969)
- Gustavo Álvarez, allenatore di calcio e ex calciatore argentino (Haedo, n. 1972)

## Allenatori di calcio a 5(1)
- Gustavo Barbona, allenatore di calcio a 5 e ex giocatore di calcio a 5 argentino (n. 1977)

## Allenatori di pallacanestro(2)
- Gustavo Aranzana, allenatore di pallacanestro spagnolo (Valladolid, n. 1958)
- Gustavo Saggiante, allenatore di pallacanestro messicano (Anáhuac, n. 1934 - León, † 2018)

## Ammiragli(1)
- Gustavo Nicastro, ammiraglio e politico italiano (Napoli, n. 1869 - Viareggio, † 1940)

## Antifascisti(1)
- Gustavo Camerini, antifascista, avvocato e scrittore italiano (Alessandria d'Egitto, n. 1907 - Varese, † 2001)

## Arbitri di calcio(1)
- Gustavo Correia, arbitro di calcio portoghese (n. 1991)

## Architetti(3)
- Gustavo Giovannoni, architetto e ingegnere italiano (Roma, n. 1873 - Roma, † 1947)
- Gustavo Latis, architetto italiano (Milano, n. 1920 - Albavilla, † 2016)
- Gustavo Pulitzer-Finali, architetto, urbanista e designer italiano (Trieste, n. 1887 - † 1967)

## Arcivescovi cattolici(5)
- Gustavo Bombín Espino, arcivescovo cattolico e missionario spagnolo (San Llorente, n. 1960)
- Gustavo Oscar Carrara, arcivescovo cattolico argentino (Buenos Aires, n. 1973)
- Gustavo Garcia-Siller, arcivescovo cattolico messicano (San Luis Potosí, n. 1956)
- Gustavo Matteoni, arcivescovo cattolico italiano (Santa Maria della Querce, n. 1887 - Siena, † 1934)
- Gustavo Rodríguez Vega, arcivescovo cattolico messicano (Monterrey, n. 1955)

## Astronomi(1)
- Gustavo Muler, astronomo spagnolo (n. 1967)

## Attori(7)
- Gustavo Conforti, attore italiano (Firenze, n. 1879 - Firenze, † 1975)
- Gustavo Guillén, attore argentino (Buenos Aires, n. 1962 - La Plata, † 2020)
- Gustavo Escobar, attore statunitense (West Palm Beach, n. 2006)
- Gustavo Rojo, attore uruguaiano (Oceano Atlantico, n. 1923 - Città del Messico, † 2017)
- Gustavo Salvini, attore italiano (Livorno, n. 1859 - Marina di Pisa, † 1930)
- Gustavo Serena, attore e regista italiano (Napoli, n. 1882 - Roma, † 1970)
- Gustavo Sánchez Parra, attore messicano (Città del Messico, n. 1966)

## Attori teatrali(2)
- Gustavo Cacini, attore teatrale e comico italiano (Roma, n. 1890 - Nettuno, † 1969)
- Gustavo Modena, attore teatrale e patriota italiano (Venezia, n. 1803 - Torino, † 1861)

## Avvocati(3)
- Gustavo Ghidini, avvocato e politico italiano (Soragna, n. 1875 - Parma, † 1965)
- Gustavo Monti, avvocato e politico italiano (Tolmezzo, n. 1844 - Pordenone, † 1913)
- Gustavo Raffi, avvocato e politico italiano (Bagnacavallo, n. 1944)

## Biologi(2)
- Gustavo Brunelli, biologo italiano (Roma, n. 1881 - Roma, † 1960)
- Gustavo Pittaluga, biologo, medico e politico italiano (Firenze, n. 1876 - L'Avana, † 1956)

## Botanici(1)
- Gustavo Venturi, botanico e avvocato italiano (Rovereto, n. 1830 - Trento, † 1898)

## Cantanti(3)
- Gustavo Cordera, cantante argentino (Avellaneda, n. 1961)
- Gustavo Montesano, cantante, bassista e chitarrista argentino (Buenos Aires, n. 1955)
- Yoshio, cantante e attore messicano (Città del Messico, n. 1949 - Città del Messico, † 2020)

## Cardinali(1)
- Gustavo Testa, cardinale e arcivescovo cattolico italiano (Boltiere, n. 1886 - Città del Vaticano, † 1969)

## Cestisti(8)
- Nicolás Aguirre, cestista argentino (Santiago del Estero, n. 1988)
- Gustavo Aguirre, ex cestista argentino (n. 1953)
- Gustavo Ayón, ex cestista messicano (Tepic, n. 1985)
- Panchi Barrera, cestista uruguaiano (Mercedes, n. 1985)
- Gustavo Chazarreta, cestista argentino (Santiago del Estero, n. 1941 - † 2017)
- Gustavo Magariños, cestista e diplomatico uruguaiano (Montevideo, n. 1922 - Montevideo, † 2014)
- Gustavo Szczygielski, ex cestista uruguaiano (Montevideo, n. 1967)
- Gustavo Tolotti, cestista e allenatore di pallacanestro italiano (Crema, n. 1967 - Montepaone, † 2022)

## Comici(1)
- Gustavo De Marco, comico e attore teatrale italiano (Napoli, n. 1883 - Napoli, † 1944)

## Compositori(3)
- Gustavo Giovannetti, compositore italiano (Lucca, n. 1880 - Lucca, † 1968)
- Gustavo Pittaluga, compositore, direttore d'orchestra e saggista spagnolo (Madrid, n. 1906 - Madrid, † 1975)
- Gustavo Santaolalla, compositore argentino (El Palomar, n. 1951)

## Condottieri(1)
- Gustavo di Wasaborg, condottiero svedese (Stoccolma, n. 1616 - Wildeshausen, † 1653)

## Criminali(1)
- Gustavo Gaviria, criminale colombiano (Pereira, n. 1946 - Medellín, † 1990)

## Critici d'arte(1)
- Gustavo Frizzoni, critico d'arte italiano (Bergamo, n. 1840 - Milano, † 1919)

## Dirigenti sportivi(4)
- Gustavo César Veloso, dirigente sportivo e ex ciclista su strada spagnolo (Vilagarcía de Arousa, n. 1980)
- Gustavo Dezotti, dirigente sportivo e ex calciatore argentino (Monte Buey, n. 1964)
- Gustavo Endres, dirigente sportivo e ex pallavolista brasiliano (Passo Fundo, n. 1975)
- Gustavo Pallicca, dirigente sportivo, scrittore e giornalista italiano (Torino, n. 1936 - Firenze, † 2023)

## Economisti(5)
- Gustavo Del Vecchio, economista e politico italiano (Lugo, n. 1883 - Roma, † 1972)
- Gustavo Franco, economista brasiliano (Rio de Janeiro, n. 1956)
- Gustavo Petro, economista e politico colombiano (Ciénaga de Oro, n. 1960)
- Gustavo Piga, economista italiano (Bolzano, n. 1964)
- Gustavo Muñoz Veiga, economista, saggista e traduttore spagnolo (Valencia, n. 1951)

## Editori(1)
- Gustavo Camillo Galletti, editore italiano (Firenze, n. 1805 - † 1868)

## Esploratori(1)
- Gustavo Bianchi, esploratore italiano (Ferrara, n. 1845 - Dancalia, † 1884)

## Filologi(1)
- Gustavo Balsamo-Crivelli, filologo e scrittore italiano (Torino, n. 1869 - Torino, † 1929)

## Filosofi(2)
- Gustavo Bontadini, filosofo italiano (Milano, n. 1903 - Milano, † 1990)
- Gustavo Bueno, filosofo spagnolo (Santo Domingo de la Calzada, n. 1924 - Llanes, † 2016)

## Fotografi(2)
- Gustavo Chams, fotografo, pittore e illustratore brasiliano (Santo André, n. 1994)
- Gustavo Thorlichen, fotografo e pittore tedesco (Amburgo, n. 1906 - Alhaurín el Grande, † 1986)

## Fumettisti(1)
- Gustavo Trigo, fumettista argentino (Rosario, n. 1940 - Roma, † 1999)

## Generali(4)
- Gustavo Fara, generale e politico italiano (Orta San Giulio, n. 1859 - Genova, † 1936)
- Gustavo Leigh, generale cileno (Santiago del Cile, n. 1920 - Santiago del Cile, † 1999)
- Gustavo Mazè de la Roche, generale e politico italiano (Torino, n. 1824 - Torino, † 1886)
- Gustavo Pesenti, generale italiano (Castel San Giovanni, n. 1878 - Genova, † 1960)

## Geografi(1)
- Gustavo Cumin, geografo italiano (Trieste, n. 1896 - Catania, † 1956)

## Giocatori di biliardo(2)
- Gustavo Enrique Torregiani, giocatore di biliardo argentino (Leones, n. 1962)
- Gustavo Adrian Zito, giocatore di biliardo italiano (Rosario, n. 1971)

## Giocatori di calcio a 5(4)
- Gustavo Menini, giocatore di calcio a 5 brasiliano (Marília, n. 1985)
- Gustavo Lobo Paradeda, ex giocatore di calcio a 5 brasiliano (Pelotas, n. 1979)
- Gustavo Romero, giocatore di calcio a 5 argentino (n. 1968 - Rosario, † 2015)
- Gustavo Silva, giocatore di calcio a 5 uruguaiano (n. 1976)

## Giornalisti(2)
- Gustavo Delgado, giornalista, telecronista sportivo e conduttore televisivo italiano (Bari, n. 1932)
- Gustavo Selva, giornalista e politico italiano (Imola, n. 1926 - Terni, † 2015)

## Giuristi(3)
- Gustavo Ingrosso, giurista e politico italiano (Gallipoli, n. 1877 - Napoli, † 1968)
- Gustavo Minervini, giurista e politico italiano (Napoli, n. 1923 - Napoli, † 2015)
- Gustavo Zagrebelsky, giurista italiano (San Germano Chisone, n. 1943)

## Hockeisti su pista(1)
- Luigi Kullmann, hockeista su pista, allenatore di hockey su pista e dirigente sportivo italiano (Viganello, n. 1916 - Monza, † 2002)

## Imprenditori(3)
- Gustavo Cipriani, imprenditore e politico italiano (Prato, n. 1847 - Reggio Emilia, † 1914)
- Gustavo Cisneros, imprenditore venezuelano (Caracas, n. 1945 - New York, † 2023)
- Gustavo Corridi, imprenditore italiano (Livorno, n. 1812 - Livorno, † 1867)

## Incisori(1)
- Gustavo Rodella, incisore italiano (Roma, n. 1891 - † 1937)

## Ingegneri(1)
- Gustavo Colonnetti, ingegnere, matematico e politico italiano (Torino, n. 1886 - Torino, † 1968)

## Insegnanti(1)
- Gustavo Moncayo, insegnante colombiano (Santiago, n. 1952 - Pasto, † 2022)

## Medici(1)
- Gustavo Sanvenero Rosselli, medico italiano (Savona, n. 1897 - Milano, † 1974)

## Medievisti(1)
- Gustavo Vinay, medievista italiano (Chiabrano, n. 1912 - Montichiari, † 1993)

## Militari(3)
- Gustavo Alziary di Malaussena, militare italiano (Nizza, n. 1833 - Battaglia di Lissa, † 1866)
- Gustavo Lanza, militare e partigiano italiano (Torino, n. 1894 - Santi Quaranta, † 1943)
- Gustavo Roccella, militare italiano (Piazza Armerina, n. 1909 - Passo Falagà, † 1941)

## Mineralogisti(1)
- Gustavo Uzielli, mineralogista, storico e patriota italiano (Livorno, n. 1839 - Impruneta, † 1911)

## Monaci cristiani(1)
- Gustavo di Rhuys, monaco cristiano inglese (Inghilterra - Beauvoir-sur-Mer, † 1040)

## Musicisti(3)
- Gustavo Cerati, musicista argentino (Buenos Aires, n. 1959 - Buenos Aires, † 2014)
- Gustavo Adolfo Noseda, musicista e compositore italiano (Milano, n. 1837 - Milano, † 1866)
- Tav Falco, musicista, regista e attore statunitense (Filadelfia, n. 1945)

## Nobili(3)
- Gustavo Benso di Cavour, nobile e politico italiano (Torino, n. 1806 - Torino, † 1864)
- Gustavo d'Assia-Homburg, nobile tedesco (Homburg, n. 1781 - Homburg, † 1848)
- Gustavo Adolfo di Nassau-Saarbrücken, nobile tedesco (Saarbrücken, n. 1632 - Strasburgo, † 1677)

## Nuotatori(3)
- Gustavo Borges, ex nuotatore brasiliano (Ribeirão Preto, n. 1972)
- Gustavo Gutiérrez, nuotatore peruviano (n. 1998)
- Gustavo Sánchez, nuotatore artistico colombiano (Cali, n. 2000)

## Organari(1)
- Gustavo Zanin, organaro italiano (Codroipo, n. 1930 - Codroipo, † 2021)

## Pallanuotisti(1)
- Gustavo Olguín, pallanuotista e pittore messicano (n. 1925 - Città del Messico, † 2018)

## Partigiani(1)
- Gustavo Comollo, partigiano italiano (Torino, n. 1904 - Torino, † 2000)

## Percussionisti(1)
- Gustavo Gimeno, percussionista, direttore d'orchestra e docente spagnolo (Valencia, n. 1976)

## Piloti automobilistici(1)
- Gustavo Menezes, pilota automobilistico statunitense (Los Angeles, n. 1994)

## Piloti di rally(1)
- Gustavo Trelles, ex pilota di rally uruguaiano (Minas, n. 1955)

## Pittori(4)
- Gustavo Boldrini, pittore italiano (Venezia, n. 1927 - Salsomaggiore Terme, † 1987)
- Gustavo Pisani, pittore e illustratore italiano (Napoli, n. 1877 - † 1948)
- Gustavo Sforni, pittore, mecenate e collezionista d'arte italiano (Firenze, n. 1888 - Bologna, † 1939)
- Gustavo Simoni, pittore italiano (Roma, n. 1845 - Palestrina, † 1926)

## Poeti(1)
- Gustavo Adolfo Bécquer, poeta, scrittore e giornalista spagnolo (Siviglia, n. 1836 - Madrid, † 1870)

## Politici(13)
- Gustavo Adrianzén, politico e avvocato peruviano (Cusco, n. 1966)
- Gustavo Bebianno, politico e avvocato brasiliano (Rio de Janeiro, n. 1964 - Teresópolis, † 2020)
- Gustavo Bucchia, politico italiano (Brescia, n. 1810 - Resiutta, † 1889)
- Gustavo De Meo, politico italiano (Serracapriola, n. 1920 - Roma, † 2010)
- Gustavo Díaz Ordaz, politico messicano (Ciudad Serdán, n. 1911 - Città del Messico, † 1979)
- Gustavo Fabbri, politico italiano (Forlì, n. 1882 - Roma, † 1962)
- Gustavo Freschi, politico italiano (Ramuscello, n. 1836 - Ramuscello, † 1907)
- Gustavo Jiménez, politico peruviano (Cerro de Pasco, n. 1886 - Paiján, † 1933)
- Gustavo Montini, politico italiano (Badia Polesine, n. 1920 - Pordenone, † 2004)
- Gustavo Noboa, politico ecuadoriano (Guayaquil, n. 1937 - Miami, † 2021)
- Gustavo Rojas Pinilla, politico e generale colombiano (Tunja, n. 1900 - Melgar, † 1975)
- Gustavo Semmola, politico italiano (Napoli, n. 1868 - † 1941)
- Gustavo di Thurn und Taxis, politico tedesco (Dresda, n. 1888 - Monaco di Baviera, † 1919)

## Presbiteri(1)
- Gustavo Gutiérrez, presbitero e teologo peruviano (Lima, n. 1928 - Lima, † 2024)

## Principi(5)
- Gustavo di Danimarca, principe danese (Palazzo di Charlottenlund, n. 1887 - Copenaghen, † 1944)
- Gustavo di Vasa, principe svedese (Stoccolma, n. 1799 - Pillnitz, † 1877)
- Gustavo di Svezia, principe svedese (Solna, n. 1827 - Oslo, † 1852)
- Gustavo Adolfo di Svezia, principe svedese (Stoccolma, n. 1906 - Copenaghen, † 1947)
- Gustavo Vasa, principe svedese (Nyköping, n. 1568 - Kašin, † 1607)

## Produttori cinematografici(1)
- Gustavo Lombardo, produttore cinematografico italiano (Napoli, n. 1885 - Roma, † 1951)

## Rabbini(1)
- Gustavo Bonaventura Castelbolognesi, rabbino italiano (Modena, n. 1884 - Milano, † 1947)

## Rapper(1)
- Hungria Hip Hop, rapper, cantante e compositore brasiliano (Ceilândia, n. 1991)

## Religiosi(1)
- Gustavo Le Paige, religioso e archeologo cileno (Tilleur, n. 1903 - Santiago del Cile, † 1980)

## Rugbisti a 15(1)
- Gustavo Milano, ex rugbista a 15, allenatore di rugby a 15 e dirigente sportivo argentino (Rosario, n. 1961)

## Saggisti(1)
- Gustavo Sacerdote, saggista, giornalista e traduttore italiano (Moncalvo, n. 1867 - Roma, † 1948)

## Sceneggiatori(1)
- Gustavo Palazio, sceneggiatore, paroliere e autore televisivo italiano

## Schermidori(5)
- Gustavo Chapela, ex schermidore messicano (Città del Messico, n. 1946)
- Gustavo Gutiérrez, ex schermidore venezuelano (Independencia, n. 1933)
- Gustavo Marzi, schermidore italiano (Livorno, n. 1908 - Trieste, † 1966)
- Gustavo Oliveros, ex schermidore cubano (L'Avana, n. 1946)
- Gustavo Vassallo, schermidore argentino (Buenos Aires, n. 1920 - Paraná, † 2012)

## Scrittori(5)
- Gustavo Barroso, scrittore, politico e avvocato brasiliano (Fortaleza, n. 1888 - Rio de Janeiro, † 1957)
- Gustavo Buratti, scrittore, poeta e giornalista italiano (Stezzano, n. 1932 - Biella, † 2009)
- Gustavo Martín Garzo, scrittore spagnolo (Valladolid, n. 1948)
- Gustavo Tomsich, scrittore, poeta e giornalista italiano (Zagabria, n. 1924 - Viterbo, † 2015)
- Gustavo Verde, scrittore e umorista italiano (Roma, n. 1948)

## Sensitivi(1)
- Gustavo Adolfo Rol, sensitivo italiano (Torino, n. 1903 - Torino, † 1994)

## Sovrani(6)
- Gustavo I di Svezia, sovrano (Stoccolma, n. 1496 - Stoccolma, † 1560)
- Gustavo II Adolfo di Svezia, re svedese (Stoccolma, n. 1594 - Lützen, † 1632)
- Gustavo III di Svezia, re (Stoccolma, n. 1746 - Stoccolma, † 1792)
- Gustavo IV Adolfo di Svezia, re (Stoccolma, n. 1778 - San Gallo, † 1837)
- Gustavo V di Svezia, sovrano svedese (Stoccolma, n. 1858 - Stoccolma, † 1950)
- Gustavo VI Adolfo di Svezia, re svedese (Stoccolma, n. 1882 - Helsingborg, † 1973)

## Storici(2)
- Gustavo Corni, storico italiano (Modena, n. 1952)
- Gustavo Reisoli, storico, scrittore e giornalista italiano (Torino, n. 1887 - Torino, † 1955)

## Tennisti(3)
- Gustavo Guerrero, ex tennista argentino (Buenos Aires, n. 1959)
- Gustavo Kuerten, ex tennista brasiliano (Florianópolis, n. 1976)
- Gustavo Luza, ex tennista argentino (Buenos Aires, n. 1962)

## Tiratori a segno(1)
- Gustavo Huet, tiratore a segno messicano (Città del Messico, n. 1912 - Puebla, † 1951)

## Traduttori(1)
- Gustavo Botta, traduttore, poeta e critico letterario italiano (Milano, n. 1880 - Ternate, † 1948)

## Vescovi cattolici(1)
- Gustavo Oscar Zanchetta, vescovo cattolico argentino (Rosario, n. 1964)

## Violinisti(1)
- Gustavo Dudamel, violinista e direttore d'orchestra venezuelano (Barquisimeto, n. 1981)

## Senza attività specificata(3)
- Gustavo Adolfo di Meclemburgo-Güstrow, duca (Güstrow, n. 1633 - Güstrow, † 1695)
- Gustavo Morales y Delgado, ex politico, giornalista e traduttore spagnolo (Toledo, n. 1959)
- Gustavo del Palatinato-Zweibrücken, duca (Castello di Stegeborg, n. 1670 - Zweibrücken, † 1731)